# Pandemia de COVID-19 en Santa Elena, Ascensión y Tristán de Acuña
Este artículo enumera enlaces a artículos relacionados con la Pandemia de COVID-19 en curso en las islas pertenecientes a los territorios británicos de ultramar de Santa Helena, Ascensión y Tristán da Cunha.

## Santa Helena
El 27 de marzo de 2020, el gobierno de Santa Elena anunció un presunto caso de Covid-19 en una persona que se había autoaislado desde el 21 de marzo. Debido a la ubicación remota de Santa Helena, en la actualidad no hay instalaciones de prueba disponibles. El caso luego dio negativo. El 5 de enero de 2021, se entregaron las primeras dosis de Oxford-AstraZeneca en la isla de Santa Helena y comenzaron a administrarse. El 26 de marzo de 2021, la Dirección de Salud de Santa Helena informó un caso positivo bajo de COVID-19 en la isla, un pasajero llegó en avión el 24 de marzo.
El pasajero dio negativo en la prueba el 29 de marzo de 2021. El 27 de marzo de 2021, el gobierno de Santa Helena anunció un número indeterminado de casos positivos de la enfermedad en un barco pesquero. El 5 de mayo de 2021, el Gobierno de la isla de Santa Helena anunció que 3.528 residentes habían recibido ambas dosis de la vacuna; esto representa el 95,1% de la población adulta de Santa Helena y el 77,8% de su población total.

## Ascensión
El 16 de marzo de 2020, tres personas que llegaron por vía aérea a la Isla Ascensión mostraron síntomas de la enfermdad COVID-19. Sin embargo, el 23 de marzo se anunció que habían dado negativo el 22 de marzo. El 7 de septiembre de 2020, el Gobierno de la Isla de Ascensión anunció dos casos positivos débiles en dos pueblos que llegaron el 4 de septiembre con un resultado de prueba negativo. Los dos casos resultaron negativos y se confirmaron como infección histórica el 9 de septiembre. El 16 de noviembre de 2020, el Gobierno de la Isla Ascensión informó de otro caso positivo débil de la enfermdad posteriormente dio negativo el 18 de noviembre.
El 24 de diciembre de 2020, el Gobierno de la Isla Ascensión anunció un caso positivo de COVID-19 de forma aislada. El caso resultó negativo el 6 de enero de 2021. El 16 de febrero de 2021, la Royal Air Force entregó 1950 dosis de la vacuna Oxford-AstraZeneca; las vacunas comenzaron al día siguiente.   Para el 25 de marzo, 798 de los 806 habitantes de Ascension (99%) habían recibido al menos una dosis de la vacuna. El 16 de abril de 2021, se informa un nuevo caso positivo en un individuo que llegó el 14 de abril y presentaba síntomas leves. El 26 de abril se confirmó que el caso es negativo.

## Tristan da Cunha
El 16 de marzo, como medida de precaución, el Consejo Insular de Tristan da Cunha tomó la decisión de prohibir los visitantes a la isla para evitar la posible transmisión de la enfermedad a los isleños. El 21 de abril de 2021, se entregaron suficientes vacunas de Oxford-AstraZeneca para que toda la isla estuviera completamente vacunada. Las vacunas comenzaron el 28 de abril, aunque aún no se han publicado datos sobre el porcentaje de personas que han recibido las vacunas contra el COVID-19. Hasta el 27 de abril de 2021, no se han reportado casos de COVID-19.